# Весёлый дилижанс
«Весёлый дилижа́нс» — советская и российская детская кантри- и блюграсс-группа, основанная в 1988 году.

## История
Группа была создана в 1988 году преподавателем гитары детской музыкальной школы № 1 города Обнинска Алексеем Гвоздевым из учеников его класса. Всего у группы было четыре состава. В разных интервью Алексей Гвоздев называет то три, то четыре состава, считая, видимо, самый первый состав не вполне состоявшимся. В таких случаях второй состав он называет первым, третий вторым, четвёртый третьим.
Возможно, я не так остро чувствую время, потому что у меня нет своих детей. А мои дети-музыканты всё время обновляются. Каждый состав ансамбля живет примерно десятилетие. Я набираю ребят в возрасте 8-10 лет, и расстаюсь с ними двадцатилетними. А потом приходят новые — с широко раскрытыми глазами. <…> 10-12 лет — лучше всего. В это время им всё интересно, всё ново. Эти дети полностью поглощены делом. И, в отличие от восьмилеток, они уже что-то могут. А вот в подростковом возрасте музыка не захватывает их целиком. Они начинают отвлекаться на другие интересы. Подростки уже чётко понимают, что надо «пахать», если рассчитываешь на результат. И работать с полной выкладкой им не всегда хочется. На своем опыте знаю, что именно в этот период происходит серьёзный отсев. Остаются те, у кого очень хорошо получается и кто готов работать на профессиональном уровне.

Свои педагогические принципы Гвоздев изложил в двух интервью 2010 года:
Мы репетируем каждый день с пяти и до… Пока не надоест. Обычно часов в 10 расходимся. Но мы не только играем. Успеваем и чай попить, и кино посмотреть. В принципе, я всегда могу отменить репетицию и устроить выходной, но делаю это очень редко. Во-первых, не хочется лишать себя очередного праздника, а во-вторых, даже однодневный перерыв плохо сказывается на ансамбле, происходит откат назад. <…> Когда я только начинал работать с детьми, у меня было больше азарта по их поводу. Я не представлял, что может получиться. И любой результат был для меня удивительным. А теперь опыта больше, и сюрпризов меньше. Я примерно знаю «потолок» каждого ребёнка.

Раньше я больше придавал значение тому, чтобы члены коллектива были коммуникабельными, ладили между собой. Сегодня во главе угла — талант. Современный шоу-бизнес диктует свои условия, сложился рынок детских фестивалей, конкурсов, на которые нужно представлять готовый коммерческий продукт.

Почти весь первый состав «Весёлого дилижанса» остался в Обнинске. Один из участников первого состава стал педагогом в детской музыкальной школе № 1 Обнинска. Ещё два участника первого состава стали звукорежиссёрами, приняв участие в фильмах «9 рота» (2005) и «Все умрут, а я останусь» (2008).
В 1993 году российский продюсер Андрей Горбатов познакомил американского продюсера Стена Корнелиуса (продюсировавшего в США в начале 1990-х Лайму Вайкуле) с Алексеем Гвоздевым и вторым составом «Весёлого дилижанса», результатом чего стало подписание многолетнего прямого контракта Корнелиуса с Гвоздевым на запись и выступления группы в США. Позднее, в 1995 году, во время выступления группы в мексиканском ресторане в Москве, её заметил американский арт-дилер Рэй Джонсон (Ray E. Johnson) и предложил поработать в США.
После заключения контракта с Sony Music и 3х месячных гастрольных выступлений в США, участники группы весной 1998 года решили расстаться со своим продюсером Стеном Корнелиусом, а заодно и с руководителем ансамбля А. Гвоздевым. Гвоздев остался в России, а второй состав «Весёлого дилижанса» в 1998 году переехал в США. Спустя несколько лет группа подписала контракт с Universal South (американским отделением Universal Music Group) и стала называться Bering Strait.
Группа Bering Strait была единственной среди неклассических советских и российских музыкантов и ансамблей за всю историю, номинированной в 2003 году на американскую музыкальную премию «Грэмми». Илья Тошинский после ухода из Bering Strait в 2005 году (его уход был одной из главных причин распада группы в 2006 году) стал одним из лучших сессионных музыкантов мира, заняв в американском профессиональном рейтинге — списке «А!» первое место как банджист и второе место как гитарист.
Об Илье Тошинском Алексей Гвоздев позже говорил:
Тот же Тошинский, он работал всегда. Едем на выступление в автобyce, все разговаривают, a он на заднем сидении разыгрывается или новую инструментовкy готовит.
Второй и третий составы, уходя от Гвоздева, поменяли название и стали профессиональными музыкальными группами. Второй состав взял название Bering Strait («Берингов Пролив»), третий — My Sister's Band. У обоих составов были промежуточные, ими самими отвергнутые названия: у второго — Siberian Heatwave («Сибирская Жара»), у третьего — «МариАрти» и BandJammin'. Второй состав до своего распада в 2006 году пробовал выходить за рамки кантри- и блюграсс-музыки, но в итоге остался одной из самых известных американских кантри-групп. Третий состав активно стремится выйти за рамки кантри, не формулируя чёткое направление, но полагаясь на естественность этих изменений.
Четвёртый состав группы выступал на фестивале кантри-музыки в Финляндии Crown&Country, фестивале МАМАКАБО, Пущинском фестивале ансамблей авторской песни. В 2010 году группа стала лауреатом международного фестиваля творческой молодёжи Европы «Весенние звёзды» в Польше. В июле 2010 года «Весёлый дилижанс» выступил на первом российско-американском фестивале блюграсс-музыки в Вологде под патронажем генерального консульства США в Санкт-Петербурге.

### Хронология
- 1990 — выступление в Москве на международном фестивале кантри и фолк музыки Фермер-90.
- 1991 — выступление на международном фестивале кантри и фолк музыки Фермер-91, выступление на международном кантри фестивале в Таллине.
- 1993 — первая поездка в США в рамках культурного обмена между городами Обнинском и Ок- Риджем, Теннесси. Состоялись выступления в различных городах, в том числе и в Нэшвильском парке развлечений Opryland.
- 1994 — выступление на кантри-фестивале в городе Маркте в Нидерландах[4].
- 1994 — в августе состоялся благотворительный концерт, посвящённый Международному году семьи, на Северном полюсеи. Прямая трансляция концерта по 1 каналу «Останкино», а также СNN на весь мир.[8]
- 1997 — в ноябре заключен контракт на запись с Sony Music Entertaintment Inc., Nashville, USA.
- 1999 — «Весёлый дилижанс» представляет Россию на музыкальном фестивале в Голландии EWOB.
- 2000 — режиссёр Татьяна Гладкая сняла о группе 30-минутный документальный фильм «Весёлый дилижанс».
- 2000 — выпущен первый альбом третьего состава группы.
- 2002 — третий состав впервые выехал с концертным туром в США, и представлял Россию на фестивале наций в тематическом парке «Долливуд» в Тенесси. Также группа выступила на одном из крупнейших фестивалей кантри-музыки в США «Мёрлфест» в Северной Каролине. В одну из последующих поездок в США компанией Rounder был записан второй альбом третьего состава группы Russian Ranglers.
- 2003 — вышел альбом Bering Strait на фирме Universal Distribution.
- 2006 — группа стала одной из самых ротируемых в скандинавских хит-парадах и радиостанциях.

## Состав

### Действующий (четвёртый) состав
- Ксения Фёдорова (р. 2000) — акустическая гитара, мандолина, вокал.
- Ярослав Панков (р. 2000) — электро- и акустическая гитары, keyboard, губная гармоника, аккордеон, бэк вокал.
- Вячеслав Моргунов (р. 2000) — бас-гитара, контрабас, банджо, добро, бэк вокал.
- Егор Меликаев (р. 1998) — гитара, добро, педальная слайд-гитара, лэп стилл гитара, бэк вокал, бас-гитара.
- Елизавета Карпачёва (р. 1994)— банджо, барабаны, бас-гитара.
- Дени Маврин (р. 2001)— перкуссия, барабаны, бас-гитара.

### Музыканты прошлых составов

#### Третий состав (My Sister’s Band)
- Мария Разумная (р. 1987) — вокал, акустическая гитара.
- Александра Разумная (р. 1989) — добро, мандолина, лэп-стил, клавиши, педальная слайд-гитара, бэк-вокал.
- Алексей Иванов — банджо, электрогитара, бэк-вокал.
- Александр Дегтярёв — барабаны.
- Василий Косарев — бас-гитара, губная гармоника.

#### Второй состав (Bering Strait)
- Наташа Борзилова (р. 1978) — вокал, акустическая гитара.
- Илья Тошинский (р. 28 ноября 1977) — банджо, электрогитара, акустическая гитара.
- Лидия Сальникова (р. 10 августа 1980) — вокал.
- Александр Островский (р. 11 августа 1980) — добро, педальная слайд-гитара.
- Андрей Мисихин — контрабас, губная гармоника.
- Сергей Пасов — мандолина, скрипка.
- Михаил Толстиков — барабаны.
- Александр Арзамасцев (р. 15 сентября 1973) — барабаны.
- Роман Дембицкий — мандолина.
- Наталья Сапунова — скрипка.
- Сергей Ольховский (р. 15 февраля 1978).

#### Первый состав
- Всеволод Греченёв
- Евгений Марфин
- Ирина Густова
- Полина Буравова
- Ольга Супотницкая

## Фильмография

### Фильмы о «Весёлом дилижансе»
- «Весёлый дилижанс» (2000), режиссёр Татьяна Гладкая (дипломный фильм выпускницы ВГИКа). В 2002 году фильм был признан лучшим дипломным фильмом на фестивале ВГИКа и стал лауреатом фестиваля «Дебют Кинотавра». Оператором фильма был бывший обнинец, будущий кинорежиссёр Павел Игнатов[9].